# UHDDR
Udruga hrvatskih dragovoljaca Domovinskog rata - osnovana je na Osnivačkom saboru održanom 9. siječnja 1993. godine u Zagrebu.

## Uvod
Početkom demokratskih promjena 1990. godine i raspada bivše države hrvatski narod odlučio je živjeti u svojoj državi, međutim srpska manjina potpomognuta s JNA organizirano je podigla pobunu protiv demokratski izabrane vlasti u Republici Hrvatskoj okupirajući hrvatske teritorije teritorije s namjerom priključenja ostacima Jugoslavije i stvaranju velike Srbije. hrvatski narod, iako nenaoružan, kao nikad do tada, složno je odlučio braniti svoju domovinu. Tako su nastale prve dragovoljačke postrojbe kojima su se prikljčivali dragovoljci Domovinskog rata i djelovale samostalno ili kao pričuvni sastav hrvatske policije. Eskalacijom sukoba sve je više bilo ranjenih i poginulih hrvatskih branitelja, a država je bila suočena s ratnim razaranjima, okupiranim teritorijima, prognanicima, izbjeglicama i uništenom poljoprivrednom i industrijskom proizvodnjom. Početkom 1992. godine napredovanje agresora je zaustavljeno ali je 30% hrvatskog teritorija ostao pod okupacijom.
Na inicijativu uskog kruga ljudi uključenih u same početke obrane Republike Hrvatske stvorena je ideja o osnivanju udruge koja bi okupljala hrvatske branitelje, a čija bi zadaća bila sagledavanje problema s kojima se susreću hrvatski branitelji u nastalim okolnostima te sistematsko rješavanje tih problema.

## Ciljevi udruge
Tako je nastala prva udruga koja okuplja sudionike Domovinskog rata u Hrvatskoj, Udruga hrvatskih dragovoljaca Domovinskog rata, a osnovana je na Osnivačkom saboru održanom 09. siječnja 1993. godine u Zagrebu sa sljedećim ciljevima i zadacima:
- Reguliranje statusa dragovoljca Domovinskog rata
- Zaštita i zakonsko reguliranje socijalne i pravne zaštite svih članova udruge
- Sudjelovanje u radu državne Komisije za pronalaženje i kažnjavanje ratnih zločinaca te ratnih profitera i dezertera
- Konačno oslobađanje svih okupiranih područja Republike Hrvatske
- Učvršćivanje i obrana Republike Hrvatske braneći ustavnost i zakonitost
- Prijedlog za unapređenje u časnike i dočasnike članova udruge prema zaslugama
- Osiguranje uvjeta reprofesionalizacije i prikladnog zapošljavanja članova
- Zastupljenost članova u državnim institucijama
- Osiguravanje uvjeta za aktivno sudjelovanje u svim oblicima društvenog i političkog života
- Promicanje tjelesne kulture (šport i rekreacija) radi unapređivanja opće sposobnosti članova
- Pružanje stručne i druge pomoći pojedincima unutar Udruge

Ovi ciljevi i danas su temelj djelovanja UHDDR.
Na III Saboru UHDDR, održanom u Zagrebu 07. svibnja 1995. godine, za predsjednika Udruge izabran je inž. Tomislav Merčep. Tada je usvojen i Statut Udruge kojim je reguliran ustroj na teritorijalnom principu od temeljnog ogranka do Središnjice Udruge. Na Saboru je bilo nazočno pet tisuća izaslanika iz cijele države te brojni uzvanici iz političkog, kulturnog, političkog i vjerskog života te predstavnici iz dijaspore. III Sabor i odluke donesene na njemu prekretnica su u radu Udruge jer od tada se počinju osnivati ogranci i podružnice u cijeloj domovini tako da sada udruga broji 239 ogranaka i podružnica. Donesena je i Odluka o tri vrste iskaznica članova UHDDR.

## Iskaznice
Zlatna iskaznica izdaje se aktivnim sudionicima obrane suvereniteta Republike Hrvatske odnosno sudionicima obrane 1990. i 1991. godine, trojkama, članovima HDPZ, prvim hrvatskim redarstvenicima, roditeljima i suprugama poginulih branitelja, pripadnicima saniteta na ratištu te svećenicima, učiteljima umjetnicima i novinarima koji su u to vrijeme bili na ratištima.
Srebrna iskaznica izdaje se pripadnicima kriznih i drugih štabova koji su organizirali logistiku i potporu kao i osobama koje su promicale istinu o Domovinskom ratu u svijetu.
Brončana iskaznica izdaje se donatorima, podupirateljima, simpatizerima, sudionicima u Narodnoj i Civilnoj zaštiti.
Prema podacima županijskih podružnica UHDDR o evidenciji članstva na području Republike Hrvatske, UHDDR ima ukupno 302.176 članova od kojih je 36.062 sa zlatnom iskaznicom, 21.712 sa srebrnom iskaznicom i 244.402 člana s brončanom iskaznicom.

## Vanjske povezice
- Službena stranica UHDDR